# Telenomus heracleicola
Telenomus heracleicola är en stekelart som beskrevs av Charles Thomas Brues 1906. Telenomus heracleicola ingår i släktet Telenomus och familjen Scelionidae. Inga underarter finns listade i Catalogue of Life.